# 庄田祐生
庄田 祐生（しょうだ ゆうせい、1995年2月28日 - ）は、日本のプロ雀士。
日本プロ麻雀連盟所属。団体内の段位は三段。石川県輪島市出身。

## 経歴
中学時代に見た日本プロ麻雀連盟（連盟）のYouTubeチャンネルを通じて麻雀の世界に触れ、連盟のオンライン麻雀『龍龍』を始める。
高校卒業後はプロ雀士の夢を抱きながらも鉄道会社に就職するために埼玉県内の寮に住む一方で、麻雀最強戦のイベントで日本プロ麻雀連盟会長の森山茂和とやりとりしたことが印象に残って連盟の試験を受けることを決意し、20歳で連盟の試験に合格、晴れてプロ雀士となる。2016年度前期にはJPML WRCリーグに移行する直前のチャンピオンズリーグを制するなど実績を残すが、持病に加えて規則で勤続10年までに会社の寮を退所しなければならなくなる一方で生活が苦しかったことから、2022年12月31日付けで鉄道会社を退職、連盟も休会扱いとして実家の輪島に戻る。
その後は実家でYouTube配信などを行っていたが、2023年夏に山井弘から連盟事務局での勤務を誘われ、10月に再び上京、龍龍杯の生配信MCなどを務める。
2024年1月1日に輪島に帰省したその日に能登半島地震に罹災。1か月あまり輪島に留まり、自身のSNSを通じて被災地の様子を発信した。

## 挿話
- 鉄道会社の試験を受けるために上京した当日、ゲームセンターの「麻雀格闘倶楽部」コーナーで連盟の黒木真生と出会い、色紙にサインをもらっている。当時黒木はプロ雀士志望の若者に「（プロ雀士になるのは）やめておけ」と諭していたが、なぜか庄田には「頑張って!!」とサインしている[4][5]。
- 高校生時代に松岡千晶のブログに書き込んだことで松岡ともプロ入り前から交流があり、松岡は庄田を弟のようにかわいがっていた[2]。
- 麻雀関係者からは「庄田ボーイ」と呼ばれており[2][4]、自身のSNSなどのアカウント名に使用している。
- 塚脇永久の連載漫画『ピークアウト』（近代麻雀）に「庄田棒太郎」の名前で登場している。

## 獲得タイトル
- 第30期チャンピオンズリーグ優勝[6]